# Tourtelette d'Abyssinie
Turtur abyssinicus
Espèce
Statut de conservation UICN

 LC  : Préoccupation mineure
La Tourtelette d'Abyssinie ou Emeraudine à bec noir (Turtur abyssinicus) est une espèce d'oiseaux appartenant à la famille des Columbidae. Elle était appelée auparavant Colombe d'Abyssinie et de manière impropre Colombe émeraudine.

## Description
Cet oiseau ressemble beaucoup à la Tourtelette émeraudine dont elle diffère par les spots bleus (au lieu de vert émeraude) et par le trait de larme noir entre le bec et chaque œil.
Il mesure 20 cm pour une masse de 51 à 78 g.

## Répartition
Cet oiseau peuple une bande étroite s'étendant du Sénégal à l'Érythrée.